# Шарпанцы
Шарпанцы (укр. Шарпанці) — село в Сокальской городской общине Шептицкого района Львовской области Украины.
Население по переписи 2001 года составляло 408 человек. Занимает площадь 1,32 км². Почтовый индекс — 80031. Телефонный код — 3257.